# Jan Boon (kunstenaar 1918 - 1988)
Johannes Jacob (Jan) Boon Azn. (Breda, 7 juni 1918 – Utrecht, 8 december 1988) was een Nederlandse schilder, tekenaar en mozaïekkunstenaar.

## Leven en werk
Jan Boon studeerde aan de Rijksakademie van beeldende kunsten in Amsterdam bij hoogleraar monumentale kunst Heinrich Campendonk.
Boon is vooral bekend geworden om zijn vele mozaïeken in de openbare ruimte van Utrecht.
Hij was getrouwd met de dochter van Willem Wagenaar. Toen zij hun tweede kind verwachtten, stopte Jan Boon met de mozaïekkunst en werd hij tekenleraar aan de Quakersschool Beverweerd in Werkhoven.

## Werken in de openbare ruimte (selectie)

### Utrecht
- Mozaïek De vier windstreken, Noordertunnel Station Utrecht Centraal (1948)
- reliëfs Paus Adriaanschool, Oudegracht 373 (?)
- Mozaïeken Zwembad Den Hommel (1961) (mozaïek gesloopt jaren 80)
- Mozaïek "De Utrecht", zijgevel personeelsflat Von Kleistlaan (1957)
- Mozaïeken De vrouw van Lot en Petrus in de Golven, protestant-christelijke school voor lager onderwijs De Kring, Jan Cornelisz Maylaan 21 (1967)
- Reliëf van keramiek "vogels" aan de gevel van het voormalig hoofdkantoor van Van Gend & Loos aan de Catharijnesingel 47 (1968)[3]
- Kiezelmozaïeken Vissen rondom de Geertekerk (±1955)[4]
- Ontwerp van beton en asfalt Herderplein (1955)
- Schilderingen (9 stuks) op elke verdieping van de Stadionflat, Stadionlaan (1958)[5]
- Muurschildering, symboliserend de paardekrachten gewonnen uit de aardolie, benzinestation (Kwekersweg Amersfoort) (1956). Reconstructie door Frank Biemans (2016)

### Eindhoven
- Drie vloermozaïeken vogels, bokken en vissen, station Eindhoven

### Diepenveen
- * Glas-in-loodramen Abdij Sion (Diepenveen)

## Galerij

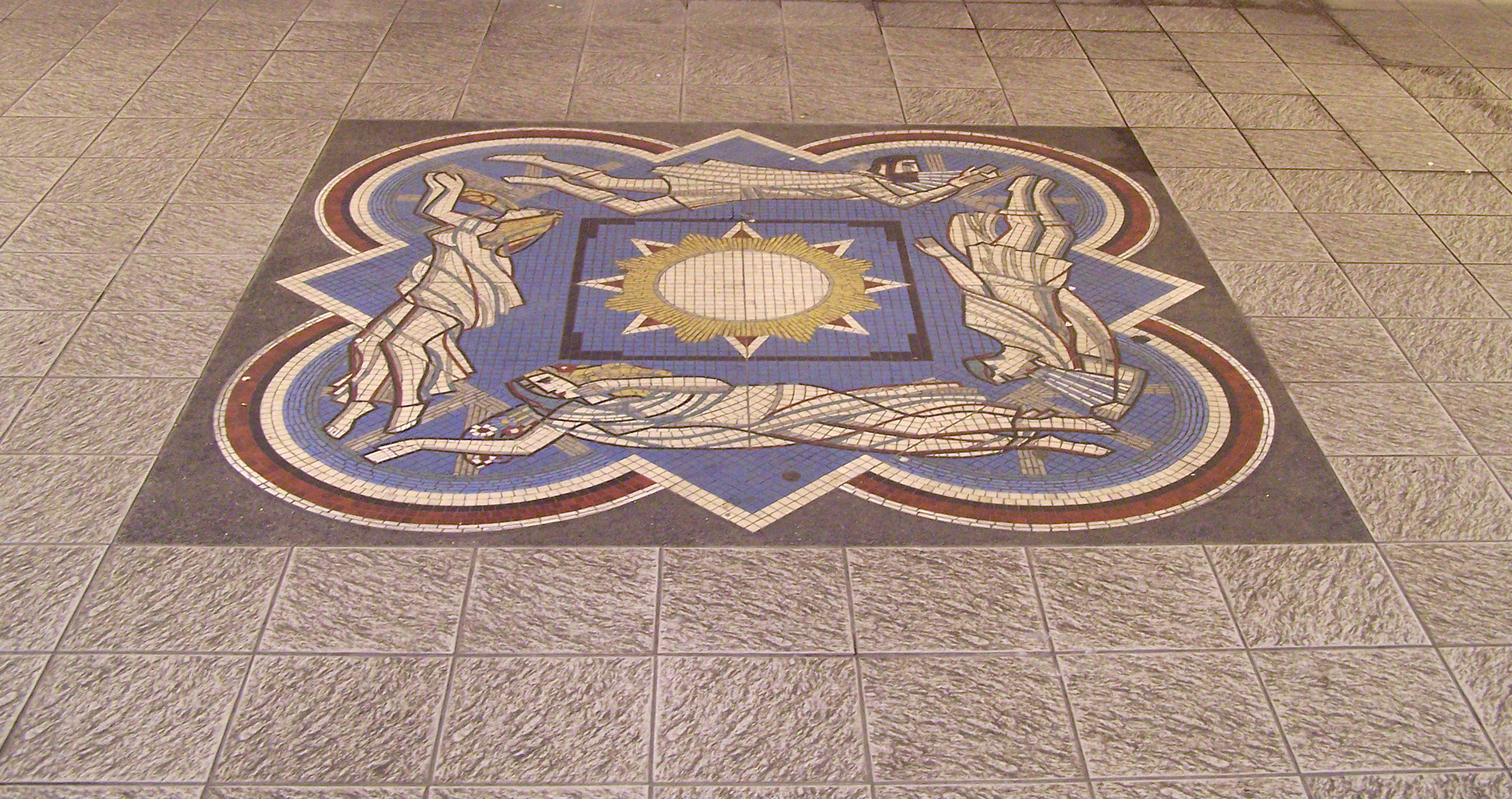
De vier windstreken
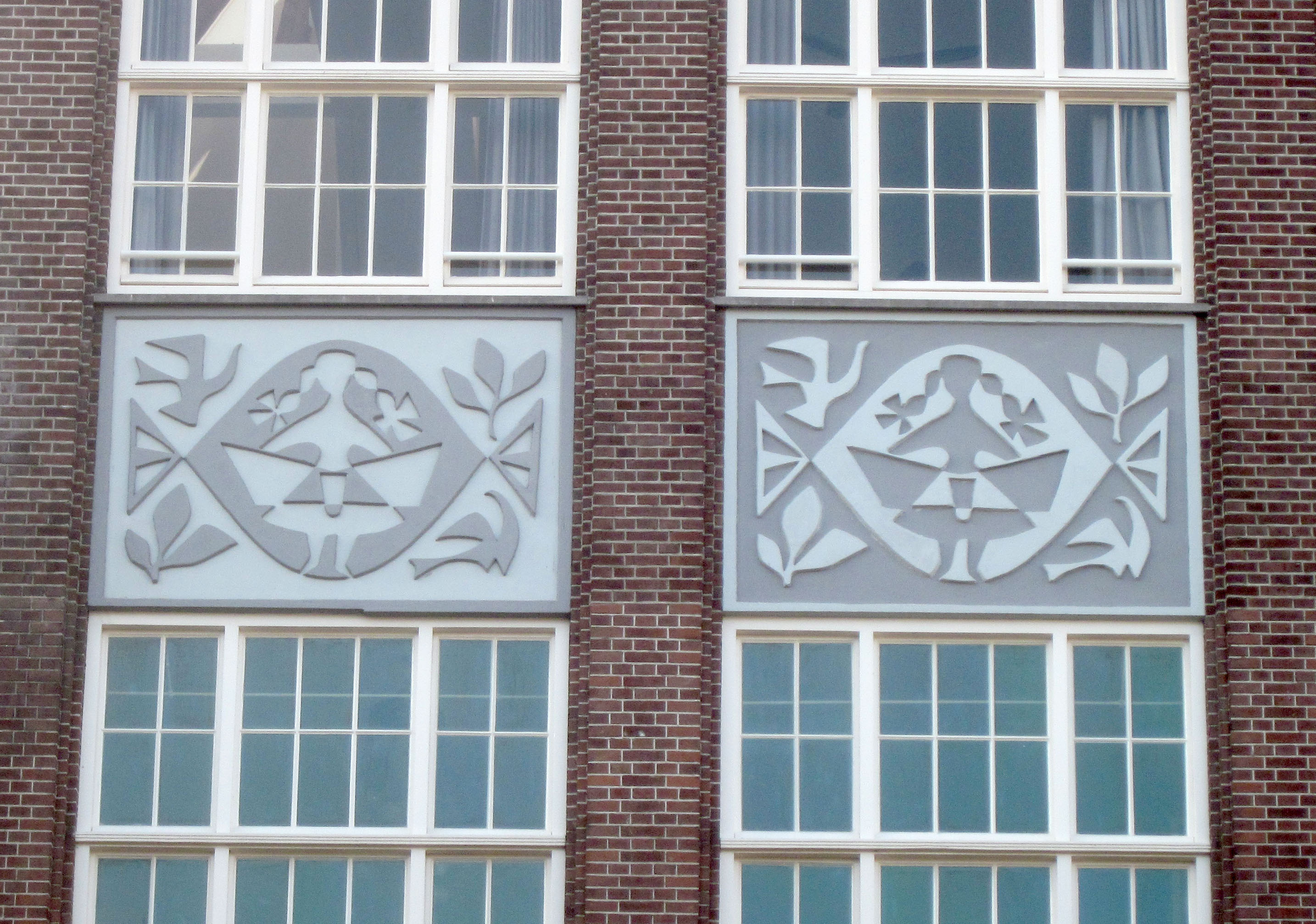
betonreliëfs Oudegracht, Utrecht
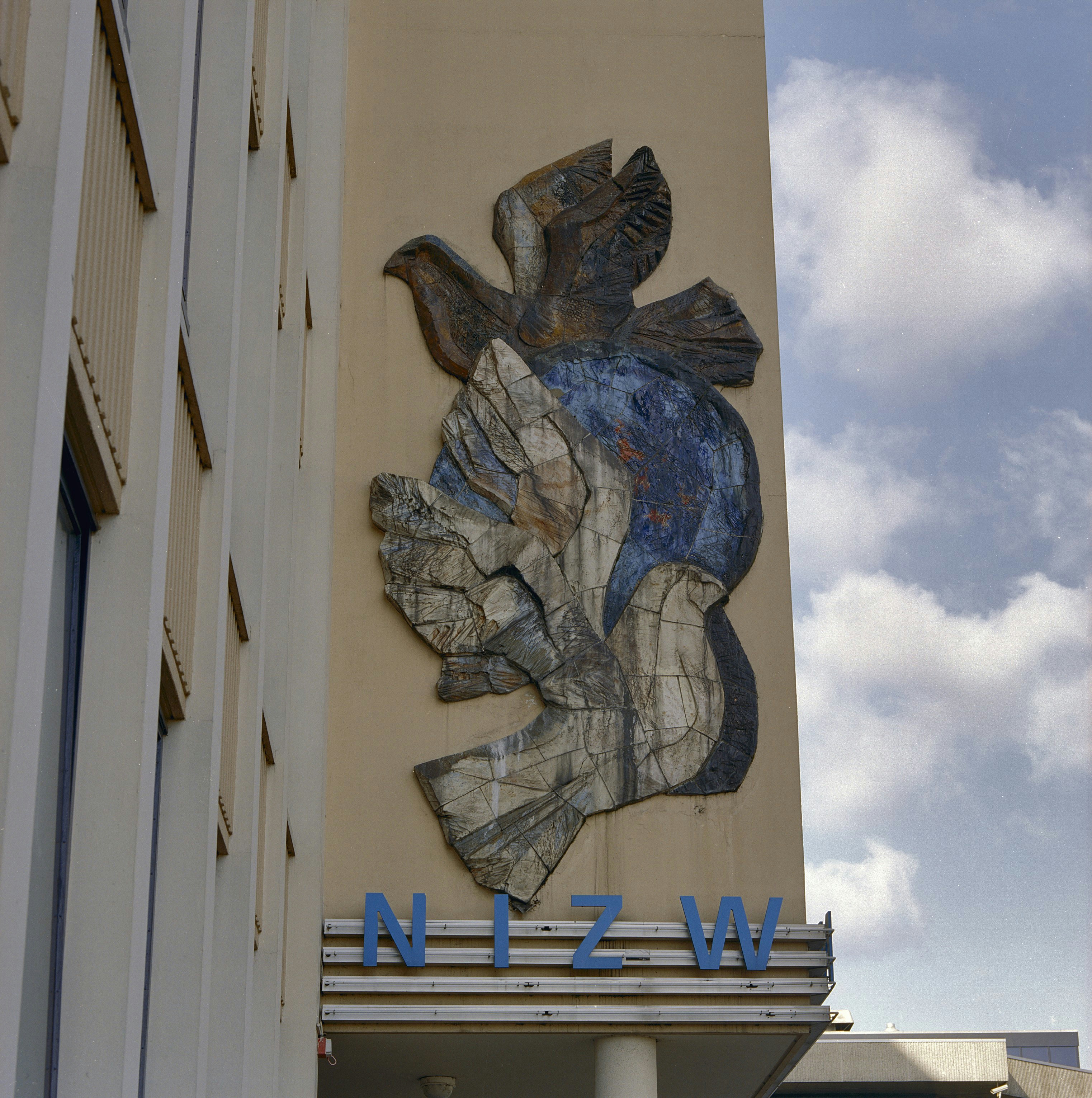
gevelreliëf